# Berenguer de Maçanet
Berenguer de Maçanet (segle XIII) fou abat de Sant Quirze de Colera entre 1208 i el 1223. Poques dades es tenen d'ell, se sap a través d'un pergamí conservat a la Biblioteca de Catalunya que va pledejar per uns horts amb l'abat Bernat de Santa Maria de Vilabertran i que guanyà, però a canvi va haver de cedir algunes possessions. La sentència fou dictada per l'abat Berenguer de Sant Pere de Rodes.